# ミドラール朝

ミドラール朝

ミドラール朝の領域（緑色）

ミドラール朝（8世紀末 - 976年/7年）は、スィジルマーサを支配したベルベル系のイスラム王朝。
ハワーリジュ派であったという伝説をもち、のちにはアッバース朝カリフの名でフトバを読んでおり、スンナ派を奉じたものと思われるが、ファーティマ朝と後ウマイヤ朝との抗争の中でイスマーイール派も奉じた。

## 起源
ミドラール朝の起源はシジルマーサの街の起源と同様、いくつかの伝説が錯綜してはっきりしない。
第一説はアブルカーシム・サムグ（サムジュー／サムグーン）・イブン＝ワースール・ミクナースィーをその起源とするものである。ミクナースィーの名からアラビア半島のミクナーサ族とのつながりが示唆されている。また彼はハワーリジュ派の宣教者として伝説化されたイクリマから教えを受けたともされる。この伝説は次のようなものである。
のちにスィジルマーサとなる周辺を牧地としていた集団があった。彼らは8世紀半ばごろにイスラム世界の中央政権たるアッバース朝にバスラで反抗しようとして失敗したスフル派ハワーリジュ派ムスリムであったという。その指導者はイーサー・イブン＝マズヤド・アスワド、すなわち「黒いイーサー」という父の代にイスラームに改宗した黒人であった。彼は指導に失敗し15年の統治ののち772年に処刑され、先述のアブルカーシム・サムグが後を継いだ。そしてこの集団が徐々に都市を形成しスィジルマーサとなった、というものである。そしてサムクの子が継ぎ、さらにその弟アブル＝ムンタスィル・アル＝ヤサアが継ぎ、ダルアを征服し、スィジルマーサの城壁・城門を築いたという。
第二説は818年のラバドの乱に参加して逃亡してきたコルドバのミドラールという鍛冶屋がマグリブ内陸部に落ち着いた場所で、アンダルスからの亡命者がマグリブに逃れてきたものたちが集落を形成し、これがスィジルマーサになったというものである。この説はさらに第一説と混淆し、ミドラールがイクリマの弟子であって黒人であったとするものもある。
両説は年代的に並立しない。確実なのは第一説のアル＝ヤサアの子とされるアブー・マリク・アル＝ムンタスィル・イブン・アル＝ヤサア・ミドラールからである。系譜的には第一説が詳細であるが、その名祖ミドラールの由来をとるならば第二説となり（名祖は通常王朝初代の父の名をとる）、確定しがたい。